# Azzi Memo
Azzi Memo (* 5. Juli 1994 in Midyat, Türkei; bürgerlich Mehmet Seyitoglu) ist ein deutscher Rapper kurdischer Abstammung aus Hanau, der bei dem Label Generation Azzlack unter Vertrag steht.

## Leben
Azzi Memo wuchs im hessischen Hanau auf. Seine Familie zog vom Asylbewerberheim in ein Hochhaus in einem sozialen Brennpunkt in Hanau. Als ältestes Kind übernahm er Verantwortung für seine jüngeren Geschwister und fungierte als Dolmetscher. Seine Schulkarriere verlief nicht erfolgreich, laut eigener Aussage fiel er „als Schüler in eine Leere“ und baute deshalb ‚Scheiße‘. 2013 holte er jedoch sein Abitur nach und beendete eine Ausbildung zum Einzelhandelskaufmann. Von seinen Freunden ermuntert seine Rapkarriere weiterzuverfolgen, begann er Videos auf YouTube hochzuladen. Sein erster Clip war Nachtleben über die Nachwuchsplattform 385idéal. Zudem engagierte er sich im Jugendplenum der Stadt.
Über seinen Freund Capo lernte er auch Haftbefehl kennen, beide nahmen ihn im Frühjahr 2017 bei Generation Azzlack unter Vertrag. Sein erstes Album Trap ’n’ Haus, das er selbst als Mixtape bezeichnet, erschien am 26. Mai 2017 und ist damit nach Soufians Album Allé allé das zweite Album der Generation Azzlack. Es erreichte Platz 31 der deutschen Charts. Erfolgreich wurde die Single AMG2 zusammen mit dem Rapper Eno, die Platz 8 der deutschen Charts erreichte.
Bei der fünften Videoauskopplung Mufasa kam es zu einem skurrilen Vorfall, als im Video plötzlich ein seit mehreren Tagen vermisster Junge zu sehen war. Der Rapper war nach Berlin gefahren und hatte dort spontan mit Freunden das Video im Görlitzer Park gedreht, als der vermisste Junge im Bild erschien. Einen Tag später wurde der Junge von seiner Familie wiedergefunden.
Im September 2018 erschien sein Debütalbum Surf ’n’ Turf. Die beiden Vorabsingles Flouz zusammen mit Capo und Bei Nacht erreichten beide die deutschen Charts.
2019 spielte er in der Netflix-Serie Skylines mit.
Einige Tage nach dem Anschlag in seiner Heimatstadt Hanau im Februar 2020 gab Azzi Memo bekannt, dass er an einem Benefiz-Song für die Todesopfer und Hinterbliebenen des Anschlags arbeite. Dieses Stück mit dem Titel Bist du wach? veröffentlichte er zusammen mit 18 weiteren Musikern im April 2020 (siehe Abschnitt Singles). Das Lied richtet sich in erster Linie gegen Rassismus. Gleichzeitig wird auch der Todesopfer des Anschlags gedacht. Alle Einnahmen des Songs wurden an einen Hilfefonds der Amadeu Antonio Stiftung für die Angehörigen der Opfer gespendet. Die Single erreichte trotz der untypischen Struktur ohne Refrain innerhalb von drei Tagen eine Million Streams bei YouTube und Spotify und stieg auf Rang 31 in die deutschen Single-Charts ein.
Zudem besuchte er einige der Überlebenden. Von dem Anschlag war er auch persönlich betroffen, denn der ermordete Ferhat Unvar war sein Cousin. Unter den weiteren Opfern befanden sich Freunde von ihm.

## Diskografie

### Studioalben
| Jahr | Titel Musiklabel                 | Höchstplatzierung, Gesamtwochen, AuszeichnungChartplatzierungen (Jahr, Titel, Musiklabel, Platzierungen, Wochen, Auszeichnungen, Anmerkungen) | Höchstplatzierung, Gesamtwochen, AuszeichnungChartplatzierungen (Jahr, Titel, Musiklabel, Platzierungen, Wochen, Auszeichnungen, Anmerkungen) | Höchstplatzierung, Gesamtwochen, AuszeichnungChartplatzierungen (Jahr, Titel, Musiklabel, Platzierungen, Wochen, Auszeichnungen, Anmerkungen) | Anmerkungen                              |
| Jahr | Titel Musiklabel                 | DE | AT | CH | Anmerkungen                              |
| ---- | -------------------------------- | --- | --- | --- | ---------------------------------------- |
| 2018 | Surf ’n’ Turf Generation Azzlack | DE19 (1 Wo.)DE | AT51 (1 Wo.)AT | CH53 (1 Wo.)CH | Erstveröffentlichung: 21. September 2018 |
| 2020 | Gelato Generation Azzlack        | — | — | — | Erstveröffentlichung: 23. Oktober 2020   |
| 2021 | Vibez ‘n’ Flowz Azzlackz         | — | — | — | Erstveröffentlichung: 16. September 2021 |

### Mixtapes
| Jahr | Titel Musiklabel                 | Höchstplatzierung, Gesamtwochen, AuszeichnungChartplatzierungen (Jahr, Titel, Musiklabel, Platzierungen, Wochen, Auszeichnungen, Anmerkungen) | Höchstplatzierung, Gesamtwochen, AuszeichnungChartplatzierungen (Jahr, Titel, Musiklabel, Platzierungen, Wochen, Auszeichnungen, Anmerkungen) | Höchstplatzierung, Gesamtwochen, AuszeichnungChartplatzierungen (Jahr, Titel, Musiklabel, Platzierungen, Wochen, Auszeichnungen, Anmerkungen) | Anmerkungen                              |
| Jahr | Titel Musiklabel                 | DE | AT | CH | Anmerkungen                              |
| ---- | -------------------------------- | --- | --- | --- | ---------------------------------------- |
| 2017 | Trap ’n’ Haus Generation Azzlack | DE31 (1 Wo.)DE | AT63 (1 Wo.)AT | CH55 (1 Wo.)CH | Erstveröffentlichung: 26. Mai 2017       |
| 2022 | AdoubleZi Generation Azzlack     | — | — | — | Erstveröffentlichung: 15. September 2022 |

### Singles
| Jahr | Titel Album              | Höchstplatzierung, Gesamtwochen, AuszeichnungChartplatzierungen (Jahr, Titel, Album, Platzierungen, Wochen, Auszeichnungen, Anmerkungen) | Höchstplatzierung, Gesamtwochen, AuszeichnungChartplatzierungen (Jahr, Titel, Album, Platzierungen, Wochen, Auszeichnungen, Anmerkungen) | Höchstplatzierung, Gesamtwochen, AuszeichnungChartplatzierungen (Jahr, Titel, Album, Platzierungen, Wochen, Auszeichnungen, Anmerkungen) | Anmerkungen |
| Jahr | Titel Album              | DE | AT | CH | Anmerkungen |
| --- | ------------------------ | --- | --- | --- | --- |
| 2017 | AMG2 Trap’n’Haus         | DE8 Gold · (12 Wo.)DE | AT39 (2 Wo.)AT | CH51 (1 Wo.)CH | Erstveröffentlichung: 16. November 2017 Verkäufe: + 200.000; feat. Eno |
| 2018 | Flouz Surf ’n’ Turf      | DE34 (2 Wo.)DE | — | — | Erstveröffentlichung: 3. August 2018 mit Capo |
| 2018 | Bei Nacht Surf ’n’ Turf  | DE82 (1 Wo.)DE | — | — | Erstveröffentlichung: 2018 |
| 2018 | Blabla Surf ’n’ Turf     | DE14 (6 Wo.)DE | AT30 (4 Wo.)AT | CH43 (2 Wo.)CH | Erstveröffentlichung: 7. September 2018 feat. Nimo |
| 2019 | Patron –                 | DE81 (1 Wo.)DE | — | — | Erstveröffentlichung: 2019 mit Jazn |
| 2019 | Merri Augen Husky        | DE59 (1 Wo.)DE | — | — | Erstveröffentlichung: 2019 mit Olexesh & Zack Ink |
| 2019 | Gelato –                 | DE97 (1 Wo.)DE | — | — | Erstveröffentlichung: 2019 |
| 2020 | Bist du wach? –          | DE31 (1 Wo.)DE | — | — | Erstveröffentlichung: 3. April 2020 feat. Nate57, Veysel, Sinan-G, Kool Savas, NKSN, Rola, Disarstar, Maestro, Hanybal, Celo & Abdi, Manuellsen, Silla, Credibil, Ali471, Milonair, Mortel & KEZ |
| 2021 | Heb ab 2 Vibez ‘n’ Flowz | DE45 (1 Wo.)DE | — | — | Erstveröffentlichung: 6. August 2021 feat. Capo |
| 2021 | Umsatz Vibez ‘n’ Flowz   | DE— aDE | — | — | Erstveröffentlichung: 15. September 2021 feat. Eno |
| Folgende Lieder erschienen nicht als Single, wurden aber durch das Album zum Download und Streaming bereitgestellt und konnten somit eine Platzierung erlangen: |                          | | | | |
| |                          | | | | |
| 2018 | Durch die City L.O.C.O.  | DE57 (1 Wo.)DE | — | — | Charteinstieg: Luciano feat. Azzi Memo & Kalim |
| 2021 | Blut FML                 | DE— bDE | — | — | Charteinstieg: 2. April 2021 Mois & Maestro feat. Massiv, Manuellsen, Sarhad, Azzi Memo, Pietro Lombardi, Ramo, Fard, Mert, Z, King Khalil, Sinan-G & KAY AY                                     |

### Gastbeiträge
- 2016: Es Es von Nimo
- 2017: Wo sind die Packs von Soufian feat. Enemy
- 2017: Aroma der Großstadt von Celo & Abdi (feat. Soufian)
- 2017: Shuttle von Capo
- 2018: Intro – TBB von Reda Rwena
- 2018: Bluff von Eunique
- 2018: Pack es ab von Olexesh
- 2018: Bewaffnetes Kadro von Manuellsen
- 2019: Ich seh von Jey Jou
- 2020: Platz an der Sonne von Dú Maroc
- 2022: Rollin’ auf Nouva Prova von Deno419